# Nigg-Effekt
Der Nigg-Effekt (nach seinem Entdecker, dem Schweizer Bergführer Paul Nigg) tritt bei der Bildung von Oberflächenreif auf und stellt ein Gefahrenmuster für Lawinen dar. Durch seine schlechte Erkennbarkeit, Kleinflächigkeit und sein Auftreten bei guten Witterungsverhältnissen gilt er als heimtückisch und als klassische Expertenfalle. Besonders häufig ist er im Frühwinter (etwa Dezember) und Spätwinter (etwa April und Mai).
Auslöser des Effektes ist warme, feuchte Luft, die z. B. durch Sonneneinstrahlung an einem Südhang zu einem Gebirgskamm oder Gebirgsgrat aufsteigt. Trifft sie auf die andere, meist kühlere und schattigere Seite, so bildet sich in direkter Kammnähe Oberflächenreif, dessen streifenförmige Ausdehnung eine Breite von einigen Metern aufweist. Sofern auf diese Fläche Schnee gelangt, beispielsweise Triebschnee, bildet der Reif eine Schwachschicht im Schneedeckenaufbau und ist gleichzeitig nicht mehr als Gefahrenstelle zu erkennen.